# Sandro Abate Five Soccer 2020-2021
La voce raccoglie i dati riguardanti la Sandro Abate Five Soccer, squadra di calcio a 5 militante in serie A, nelle competizioni ufficiali della stagione sportiva 2020-2021.

## Trasferimenti

### Sessione estiva
| Domenico Marchesano | Junior Domitia |
| Thiago Pérez        | Meta Catania   |
| Antonio Bagatini    | Feldi Eboli    |
| Marco Ercolessi     | Feldi Eboli    |
| Manoel Crema        | Halle-Gooik    |
| Edu Villalva        | Aniene         |
| Douglas Nicolodi    | Acqua e Sapone |
| Eduardo Dalcin      | Meta Catania   |

| Francesco Molitierno | Real San Giuseppe |
| Fabiano Assad        | Tombesi           |
| Victor Mello         | Real San Giuseppe |
| Davide De Crescenzo  | Parete            |
| Bebetinho            | Pistoia           |
| Dian Luka Miotto     | S10 Saragozza     |
| Vincenzo Amirante    | C.M.B.            |

### Sessione invernale
| Vincenzo Amirante | C.M.B.       |
| Mirco Casassa     | Minerva      |
| Jonas             | Halle-Gooik  |
| Giuseppe Rizzo    | CUS Avellino |
| Ante Daničić      | Mantova      |

| Vincenzo Amirante | FF Napoli    |
| Giuseppe Santoro  | CUS Avellino |

## Prima squadra
| N° | Naz.                 | Ruolo | Sportivo            | Anno       |  |  |
| -- | -------------------- | ----- | ------------------- | ---------- |  |  |
| 1  | Italia (bandiera)    | POR   | Raffaele Vitiello   | 11.10.1990 |  |  |
| 2  | Italia (bandiera)    | UNI   | Marco Ercolessi     | 15.05.1986 |  |  |
| 3  | Italia (bandiera)    | LAT   | Giovanni Pacilio    | 24.03.1999 |  |  |
| 5  | Italia (bandiera)    | LAT   | Rocco Silano        | 06.03.2000 |  |  |
| 7  | Italia (bandiera)    | LAT   | Manoel Crema        | 01.10.1988 |  |  |
| 8  | Brasile (bandiera)   | DIF   | Antonio Bagatini    | 19.08.1990 |  |  |
| 9  | Italia (bandiera)    | LAT   | André Fantecele     | 10.02.1988 |  |  |
| 10 | Italia (bandiera)    | PIV   | Massimo Abate       | 22.01.1983 |  |  |
| 11 | Italia (bandiera)    | LAT   | Jonas               | 24.05.1984 |  |  |
| 11 | Argentina (bandiera) | LAT   | Edu Villalva        | 22.11.1993 |  |  |
| 14 | Italia (bandiera)    | PIV   | Kakà                | 27.05.1987 |  |  |
| 17 | Italia (bandiera)    | POR   | Domenico Marchesano | 20.11.1991 |  |  |
| 17 | Italia (bandiera)    | LAT   | Giuseppe Rizzo      | 31.03.1992 |  |  |
| 18 | Italia (bandiera)    | PIV   | Cristian Testa      | 25.01.1994 |  |  |
| 20 | Brasile (bandiera)   | POR   | Thiago Pérez        | 12.02.1990 |  |  |
| 21 | Italia (bandiera)    | LAT   | Douglas Nicolodi    | 09.06.1988 |  |  |
| 22 | Italia (bandiera)    | POR   | Maurizio Preziuso   | 26.07.1982 |  |  |
| 23 | Italia (bandiera)    | LAT   | Eduardo Dalcin      | 23.02.1989 |  |  |
| 77 | Croazia (bandiera)   | DIF   | Ante Daničić        | 26.10.1986 |  |  |
| -  | Italia (bandiera)    | POR   | Mirco Casassa       | 09.10.1992 |  |  |

## Under-19
| N° | Naz.              | Ruolo | Sportivo           | Anno       |  |  |
| -- | ----------------- | ----- | ------------------ | ---------- |  |  |
| 3  | Italia (bandiera) | LAT   | Ettore Cuomo       | 23.12.2001 |  |  |
| 3  | Italia (bandiera) | UNI   | Gerardo Santamaria | 04.03.2001 |  |  |
| 4  | Italia (bandiera) | LAT   | Gabriele De Luca   | 05.05.2002 |  |  |
| 4  | Italia (bandiera) | LAT   | Jacopo Lombardi    | 08.03.2002 |  |  |
| 5  | Italia (bandiera) | LAT   | Gabriele Zeloni    | 15.05.2004 |  |  |
| 19 | Italia (bandiera) | PIV   | Mario Iandolo      | 28.06.2001 |  |  |